# Ујешти (Ђурђу)
Ујешти (рум. Uiești) насеље је у Румунији у округу Ђурђу у општини Букшани. Oпштина се налази на надморској висини од 97 m.

## Становништво
Према подацима из 2002. године у насељу је живело 428 становника, од којих су сви румунске националности.